# Джованні Другет
Джованні (Жан) Другет (італ. Giovanni Drugetti, фр. Jean Druget, д/н — 1292/1295) — державний діяч Неаполітанського королівства.

## Життєпис
Походив з франкського знатного роду з Неаполітанського королівства. Син Ніколя Другета, вихователя принців. Дата народження невідома. З дитинства опинився при королівському дворі. Перебував у почті короля Карла ІІ. За роботу Джованні була визначена платня — 12 золотих унцій щорічно. Окрім цього, йому також була надана аптека у Неаполі, доходи з якої надходили до його родинної скарбниці.
В 1292 році королева Марія направила його як свою довірену особу до власного сина — Карла Мартела, що боровся за угорську корону. Ймовірно, невдовзі після повернення помер.

## Родина
- Філіпп (д/н—1327), палатин Угорщини в 1323—1327 роках
- Жан (д/н—1333). палатин Угорщини в 1327—1333 роках
- Маргарита